# Anougal
Anougal (en àrab انوكال, Anūgāl; en amazic ⴰⵏⵓⵖⴰⵍ) és una comuna rural de la província d'Al Haouz, a la regió de Marràqueix-Safi, al Marroc. Segons el cens de 2014 tenia una població total de 4.353 persones.